# کتائب سیدالشهداء
گردان سید شهدا، یا کتائب سید الشهدا (KSS) (عربی: کتائب سید الشهداء)، یک گروه شبه‌نظامی شیعه عراقی است که در سال ۲۰۱۳ برای محافظت از حرم‌ها در سراسر جهان، حفظ وحدت عراق و پایان دادن به درگیری‌های فرقه ای تشکیل شده است. این گروه از دولت اسد در سوریه پشتیبانی می‌کرد، جایی که محور اصلی آن حفاظت از حرم زینب کبری در حومه جنوبی دمشق بود. این گروه همچنین در دسامبر ۲۰۱۴ در نبرد الشیخ مسکین شرکت کرد. این سازمان با سازمان بدر ارتباط نزدیکی دارد.